# Медаља за храброст (1841)
Медаља за храброст  је први орден који је успостављен у Црној Гори. Медаљу је установио 1841. године Митрополит цетињски Петар II Петровић Његош. 

## Историјат
Прво црногорско одликовање настало је у необичним околностима. Владика Петар II Петровић Његош увидио је да треба стално награђивати и потицати храбре, заслужне и лојалне поданике да би таквима и остали. Истакнуте војне и црквене старјешине у Црној Гори добивале су претежно руска одликовања. Русија је била не само најјачи савезник Црне Горе него и њезин покровитељ у сваком погледу. Међутим, како су путеви политике и дипломатије великих сила често у раскораку са жељама њихових малих савезника, тако се 1839. године догодило да су Црногорци дошли у сукоб с Османлијама, а послије је индиректно уплетена Русија, којој то није одговарало. У марту 1839. године бројна чета из племена Бјелопавлића пљачкала је у околици Подгорице и том приликом убила неколико турских спахија. У јулу исте године Турци су скупили војску и кренули у осветнички поход. Бјелопавлићи потпомогнути Пиперима разбили су бројно надмоћну турску војску у битки у Косову Лугу. Турци су се разбјежали на све стране, а преостале организиране трупе повлачиле су се према Спужу под водством Бећирбега Бушатлије. Код Височице напали су их Мартинићи, уништили главнину преостале војске, а самог Бећир-бега убили у бијегу. Црногорска побједа била је потпуна. Његош је био одушевљен и двадесет двојици најистакнутијих црногорских бораца одмах подијелио руске сребрне медаље с ликом цара Павла I , које су се отприје налазиле на Цетињу. Наравно, Његошев потез није био дипломатски, јер је сада изгледало као да иза црногорске акције стоји Русија. Услиједио је оштар приговор Русије, која се хтјела оградити од ових збивања и показати да у њима није имала никаква удјела. Осим тога, Његош није смио дијелити руске медаље без дозволе, као да су његове. Да би избјегао сличне неугодности, а ојачао свој углед, Његош је одлучио утемељити своје одликовање. Ангажирао је турског кујунџију, који му је 1839. године исковао медаљу. На Његошеву жалост медаља је била тако лоше направљена да није била употребљива. Није имала
никакав ликовни приказ; на једној је страни писало: BЂPHOCT, а на другој: ХРАБРОСТ. Почетком 1840. године израда медаље повјерена је непознатом домаћем мајстору, који је направио још лошији производ. На медаљи је сједне стране писало: ЦРНА ГОРА, а с друге: 3А ХРАБРОСТ И ЗА BЂЕРУ. Од та два откова није сачуван ниједан примјерак. Његош се након неуспјелОГ ковања медаља обратио Аустрији и затражио дозволу за израду медаља у реномираним бечким радионицама. Како се управо рјешавао турско-аустријски спор на црногорскохерцеговачком подручју, а аустријска се влада није хтјела замјерати Порти, Беч је одуговлачио с одговором. Увиђевши да у Бечу неће никад исковати медаље, Његош се обратио Краљевини Две Сицилије. Тамошња власт одбила је да се медаље израде у њезиним ковницама, али је Његошу дала на знање да може купити машину и ковати медаље код куће. Његош више није оклијевао; написао је наруџбу напуљској ковници, која му је у јулу 1841. послала пресу за ковање с готовим калупом медаље. Према сачуваном опису медаље из 1841. године види се да се њезин облик послије није битно мијењао, али су се израђивали нови калупи, а медаља је, осим на Цетињу, кована у Бечу и Паризу. Медаље коване на Цетињу носе сигнатуру: Ц. Када се "напуљски" калуп истрошио и напукао, а то се догодило тек око 1880. године, наручен је у Бечу нови. На њем је ознака В. М., радионице Винсента Мајера (Vincenta Mayera) и пунца за сребро финоће 800/1000. Сачувано је дописивање војног Министарства с минхенским произвођачем Schreiberom из 1904. године о изради Сребрне медаље за храброст. Постоје такође примјерци који носе ознаку паришког јувелира Артуса Бертранда, али они припадају периоду Првога свјетског рата.
У Његошево су вријеме критерији за додјељивање медаље били строги. Медаљу је могао добити само онај "који офензивно изврши против Турака неко јуначко дјело". Тада није могао добити медаљу нити онај који је направио јуначки подвиг у обрани од Турака. Медаља се у правилу додјељивала Црногорцима, тако да ју је од "странаца" добио само српски капетан Петар Ристић 1848, и то не за борбу против Турака, него против Мађара.

## Изглед
Сребрна медаља за храброст пречника је 36 мм. Носила се на лијевој страни прса, на трокутастој траци која је у почетку била тробојна: црвено-плаво-бијела пруга. Поткрај 19. вијека та је трака замијењена бијелом с двије црвене пруге са стране. На лицу медаље приказан је двоглави орао из црногорскога грба. Употребљавао га је још у 15. вијеку  владар Зете Иван Црнојевић. Орао има раширена крила; у лијевој канџи држи земаљску јабуку, а у десној жезло. Над главама орла је круна, а на прсима је штит с лавом у покрету. На наличју медаље је натпис: BЂЕРА/ СЛОБОДА / 3А / ХРАБРОСТ. Испод натписа су два укрштена мача, а изнад натписа крстић (тип тзв. топовског крста). У доњој половини медаље, уз руб налази се полувијенац састављен од ловорове (лијево) и палмине (десно) гранчице свезане траком.